# Journal of Business Ethics
Journal of Business Ethics är en akademisk tidskrift som ges ut av den tyska   förlagsjätten Springer. Den grundades 1980 av professor Alex Michalos och kommer ut med 28 nummer per år.